# Albani (famiglia romana)

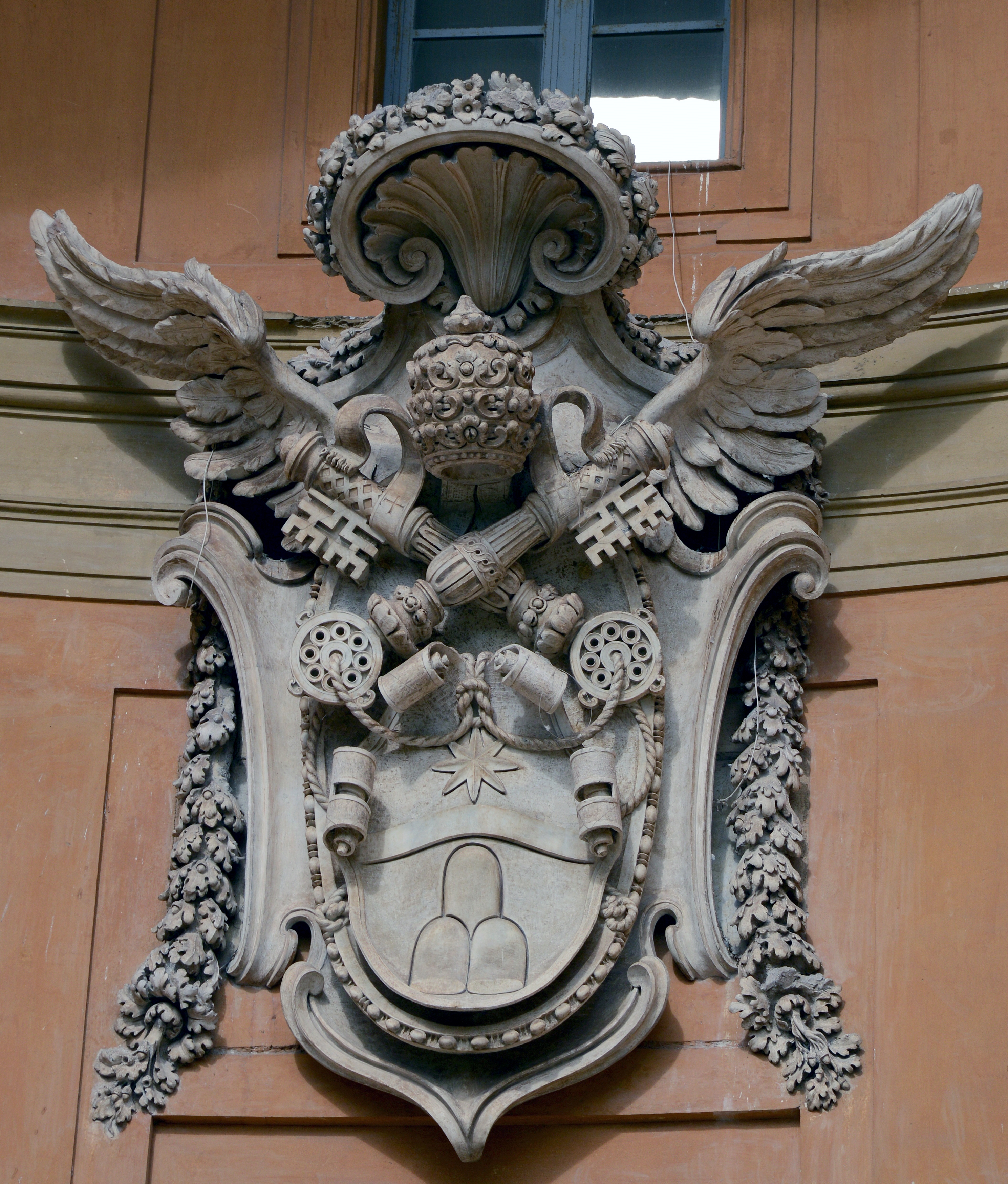
Stemma papale di Casa Albani nel Cortile del Belvedere in Vaticano

Gli Albani sono una famiglia nobiliare di Roma e Urbino.

## Storia

### Origini
Le origini della famiglia Albani sono rintracciabili nella figura del condottiero Michele Laçi (in italiano: Laci o de' Laci) e dei suoi due figli Filippo e Giorgio, i quali avevano combattuto contro i Turchi ottomani a fianco di Giorgio Castriota Scanderbeg in Albania, ma nel 1464 dovettero lasciare il loro paese a causa delle continue incursioni e decisero di sbarcare in Italia, dove furono accolti da Federico da Montefeltro, conte, e poi duca, di Urbino. Presero il cognome Albanesi, in omaggio al luogo di origine degli antenati, che poi mutarono in Albani.

### Da Urbino a Roma

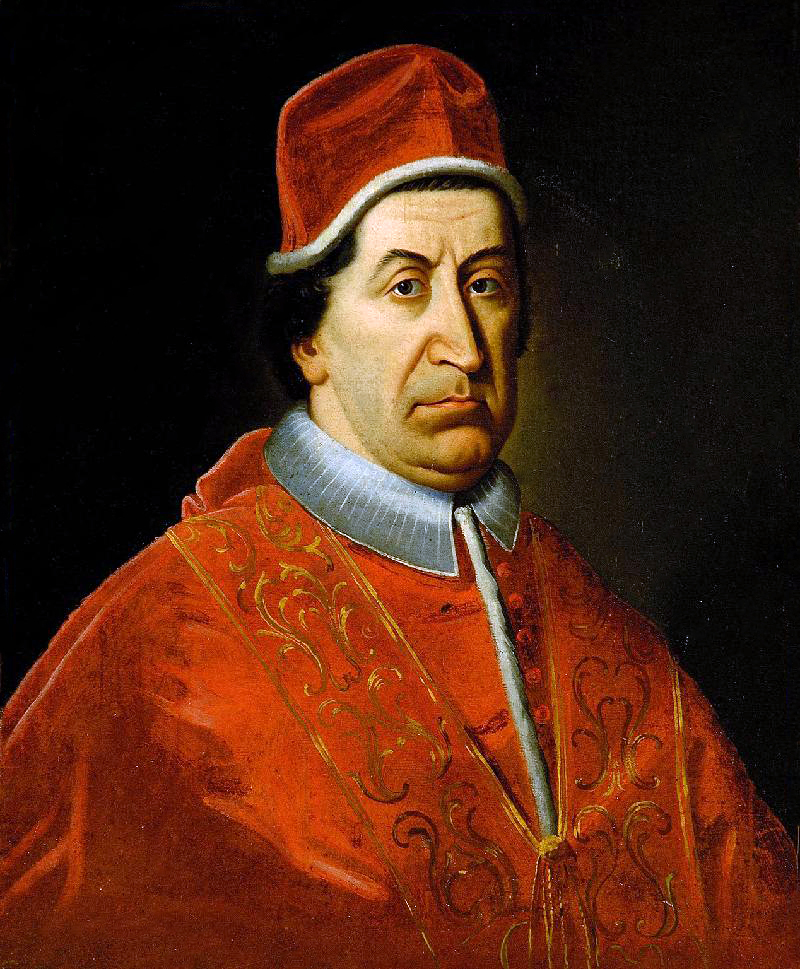
Ritratto di papa Clemente XI

Giorgio ebbe due figli, Altobelli e Annibale (1530-1591). Annibale ebbe anch'egli due figli, Carlo e Orazio (1576-1653), che diede fama alla famiglia essendo stato inviato come ambasciatore di Francesco Maria II della Rovere per concludere l'annessione del Ducato di Urbino allo Stato Pontificio.
Ad Urbino ebbero dimora nel palazzo omonimo, per poi spostarsi a Roma, dove Orazio divenne senatore durante il pontificato di papa Urbano VIII. Ebbe due figli: Annibale e Carlo (1623-1684). La famiglia si naturalizzò romana.

### XVII secolo
Annibale si dedicò alla carriera ecclesiastica, e fu anche prefetto della Biblioteca Vaticana. Il fratello Carlo (1623-1684) sposò Elena Mosca dei marchesi di Pesaro (1630-1698) da cui ebbe due figli, Orazio (1652-1712) e Giovanni Francesco, alias Gianfrancesco, (1649-1721) futuro papa Clemente XI.
Orazio Albani (1652-1712) sposò Maria Bernarda Ondedei (1651-1751) da cui nasceranno l'altro Carlo Albani (1687-1724), principe di Soriano nel Cimino, che sposerà Teresa Borromeo, e Annibale Albani (1682-1751), futuro cardinale.

### XVIII e XIX secolo
Oltre ad Annibale, la famiglia Albani ebbe altri tre cardinali, nipoti di papa Clemente XI: Alessandro Albani (1692-1779), grande mecenate e amante dell'arte che fece costruire a Roma Villa Albani al fine di esporre le collezioni d'arte della famiglia, Giovanni Francesco Albani (1720-1803) e Giuseppe Albani (1750-1834). Gli ultimi esponenti della famiglia ed in particolare i cardinali Giovanni Francesco e Giuseppe furono fautori all'interno della Curia romana del partito filo-austriaco, fermamente contrari alle idee liberali e favorevoli al Risorgimento italiano; si impegnarono  anzi a reprimere ogni possibile moto risorgimentale.
Gli Albani di Urbino e poi Roma non sono da confondersi con gli Albani di Bergamo.

## Casata Albani

### Papi
Tra parentesi l'anno della nomina.
- Papa Clemente XI (1700) nato Giovanni Francesco Albani (1649-1721)

### Cardinali
Tra parentesi l'anno della nomina.
- Annibale Albani (1711)
- Alessandro Albani (1721)
- Giovanni Francesco Albani (1747)
- Giuseppe Albani (1801)

### Senatori romani
- Orazio Albani (1576-1653), già Ambasciatore dello Stato d'Urbino presso il Papa

### Principi di Soriano nel Cimino, principi Albani (1721 e 1711)
- Carlo (1687 - 1724), I principe di Soriano nel Cimino, I principe Albani
- Orazio (1717 - 1792), II principe di Soriano nel Cimino, II principe Albani
- Carlo Francesco (1749 - 1817), III principe di Soriano nel Cimino, III principe Albani
- Filippo Giacomo (1760 - 1852), IV principe di Soriano nel Cimino, IV principe Albani; cede ai cugini Chigi il feudo di Soriano

Estinzione della famiglia : per le disposizioni del fedecommesso di famiglia, i titoli passano ai Principi Chigi che aggiungono al loro i cognomi Albani della Rovere, parziali eredi sono anche i Principi Castelbarco Albani